# Utérus

Schéma en coupe frontale des différentes parties de l'utérus chez l'humain.

L'utérus est un organe appartenant à l'appareil génital féminin et à la plupart des mammifères. C'est l'organe permettant la gestation lors de la grossesse. Il diffère selon les espèces dans son anatomie.

## Étymologie
L'origine dériverait du terme grec « hystera » qui signifie « matrice » ou du latin « uterus » qui signifie « ventre » sans réelle certitude.

## Type d'utérus
Suivant les espèces, la séparation entre la partie postérieure gauche ou droite de l'utérus est plus ou moins grande. Chez les rongeurs et les marsupiaux l'utérus forme deux cornes, deux corps, on parle d'utérus duplex. Les Lagomorpha, la rate, le cobaye, contrairement aux hamsters par exemple, disposent même de deux cols utérins. Lorsque les cornes et le corps sont de longueur équivalente, on parle d'utérus bicorne, c'est le cas chez les juments et les suidés. Chez les Carnivora et les ruminants on parle d'utérus bipartitus. Certaines malformations de l'utérus de la femme conduisent à des utérus de ce type. Lorsque les cornes sont beaucoup plus longues que le corps comme chez les Cetartiodactyla, l'utérus est qualifié de biparti. Les utérus ne possédant qu'une corne, qu'un corps et un col mais toujours avec deux trompes sont appelés utérus simplex, c'est le cas des primates.

## Anatomie humaine
Chez la femme, l'utérus est un organe creux, impair, médian, siégeant dans la partie moyenne du petit bassin (ou pelvis). Sa forme est globalement celle d'une poire. Il est composé de trois parties : le corps utérin, l'isthme et le col utérin.
En dehors d'une fécondation, l'endomètre est éliminé au cours des menstruations, qui marquent le début d'un nouveau cycle (durée médiane de 28 jours, mais très variable d'une femme à l'autre).
Dans le cas d'une grossesse, la croissance de l'embryon entraîne la distension de l'utérus. Sa taille va ainsi passer de 8 cm de long (une orange) à parfois plus de 35 cm à terme. Lors de l'accouchement, les contractions de l'utérus et la dilatation cervicale, marquent le début du travail qui aboutira à la naissance du nouveau-né. En post-partum, la musculature utérine se rétracte très vite et l'utérus retrouve ses dimensions habituelles au bout de deux mois.

### Morphologie externe
Ses dimensions sont de 6 à 8 cm de long par 4 cm environ de large au niveau du corps et son épaisseur varie de 2 à 3 cm. Il est aplati d'avant en arrière. Le corps est grossièrement triangulaire. La partie postéro-supérieure du corps reçoit l'implantation des trompes utérines. Le corps utérin est séparé du col par un isthme. Le col est un cylindre autour duquel s'insère le vagin (la partie qui fait saillie dans le vagin est décrite en museau de tanche).
L'utérus dispose d'un système d'attache permettant de le suspendre et de le soutenir afin d'éviter le prolapsus, et de lui donner sa position et son orientation.
Dans sa position normale, l'utérus est antéfléchi : le corps utérin dessine un angle d'environ 120° avec le col. Il est également en antéversion : le corps utérin forme un angle d'environ 30° avec l'axe ombilico-coccygien.
Cette position est maintenue grâce à un système dynamique. Le système de suspension est formé par plusieurs paires de ligaments, les lames sacro-recto-génito-pubiennes qui relient le pubis au sacrum, les ligaments de Mackenrodt autour de l'artère utérine, qui attachent l'utérus aux parois du pelvis, de telle sorte que le col utérin se trouve au centre d'une croix ligamentaire. Les ligaments ronds maintiennent le fond de l'utérus vers l'avant et grâce aux utéro-sacrés (segment des lames sacro-recto-génito-pubiennes) qui tirent le col utérin vers l'arrière. Enfin les muscles du plancher du périnée notamment les muscles élévateurs de l'anus assurent la bonne position utérine au sein de la cavité pelvienne.

### Anomalies morphologiques  congénitale
Il existe des anomalies morphologiques diverses qui sont due à des défauts d’accolement des canaux de Müller lors de l'embryogenèse. La classification proposée par l'European Society of Human Reproduction and Embryology et de l'European Society for Gynaecological Endoscopy (ESHRE/ESGE) fait actuellement consensus.

### Morphologie interne
À son extrémité inférieure, le col utérin est traversé par le canal cervical permettant la communication entre le vagin et l'intérieur du corps utérin. À chaque extrémité le canal cervical est ouvert par un ostium interne et un externe.
L'utérus possède, au niveau des cornes utérines, deux orifices qui relient la cavité utérine aux trompes : les ostium utérin de la trompe. C'est par ces orifices que remontent les spermatozoïdes dans le but de rencontrer l'ovocyte au niveau de l'ampoule tubaire.
La paroi utérine est faite d'une muqueuse, l’endomètre. Cette muqueuse, fortement vascularisée et riche en cellule glandulaires, varie en épaisseur au cours du cycle menstruel. La couche intermédiaire est un muscle lisse appelé myomètre. La partie la plus externe, la séreuse (ou encore périmètre qui n'est pas très usité), est recouverte pour la partie la plus supérieure par le feuillet pariétal du péritoine.

### Rapports aux organes voisins

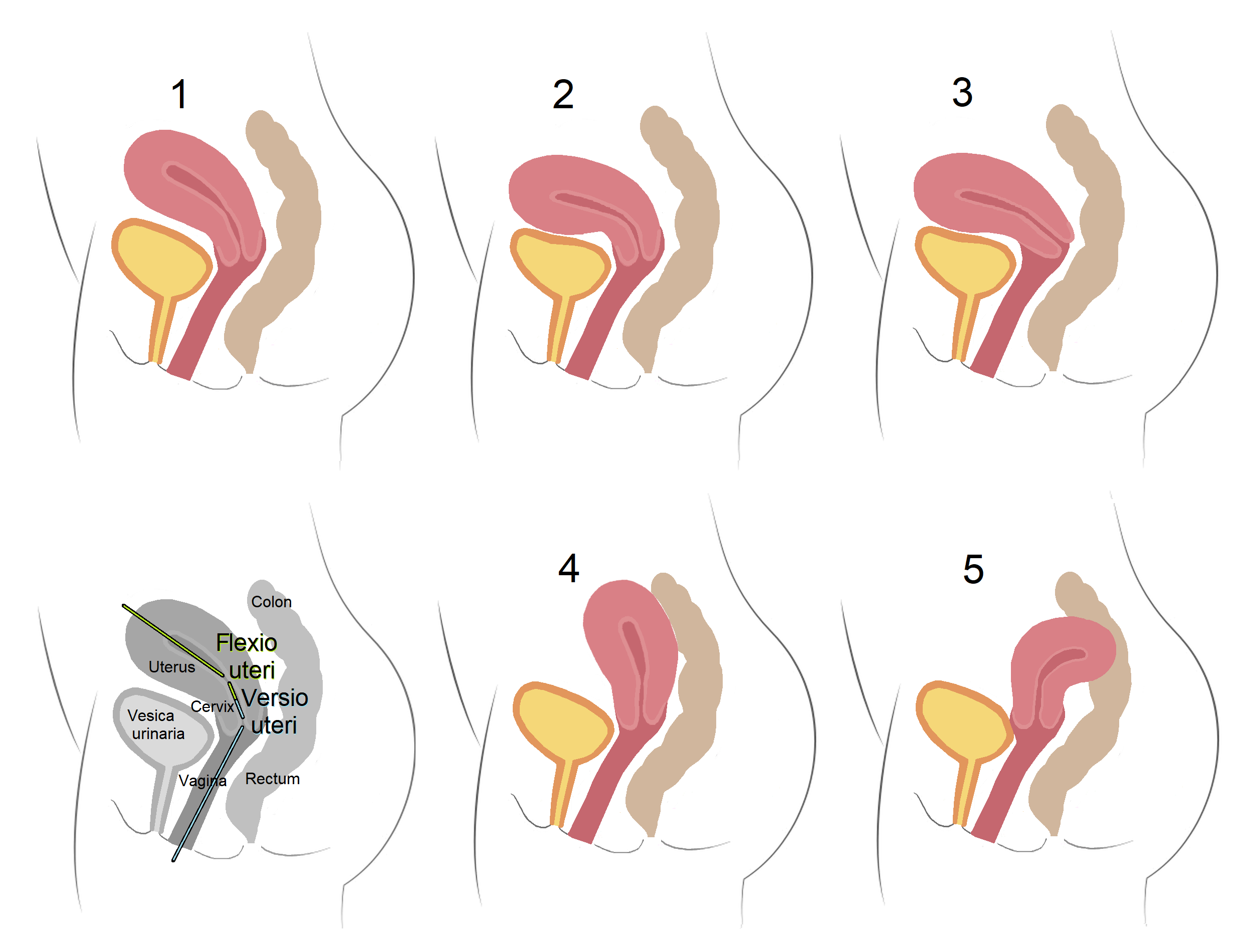
1. Antéversion avec légère antéflexion
2. Antéversion avec antéflexion marquée
3. Antéversion avec antéflexion
4. Position intermédiaire
5. Rétroversion avec rétroflexion

En avant de l'utérus, on trouve  la vessie et le pubis ; en arrière, le rectum ; latéralement, les ovaires ; en haut, les intestins.
L'utérus est normalement antéfléchi et antéversé, il se redresse progressivement lorsque la vessie se remplit.
Il arrive que l'utérus ait une position plus rare que la normale : il peut former un angle obtus avec l'axe de la cavité vaginale (rétroversion) ou entre le col et le corps utérin (utérus rétrofléchi).

### Vascularisation
L'artère utérine assure l'essentiel des apports en nutriments et en oxygène de l'utérus, elle provient de la division antérieure de l'artère iliaque interne. Il est accessoirement vascularisé par l'artère ovarique.
Le plexus veineux utérin draine le sang dans la ou les veines utérines qui se jettent dans la veine iliaque interne.

### Innervation
L'utérus est innervé par le plexus utérin, issu du plexus hypogastrique. Celui-ci chemine dans les ligament utéro sacré et aborde le l'utérus au niveau de l'isthme utérin.

## Fonctions

L'utérus est le siège de la nidation de l'embryon et du développement du fœtus tout au long de la grossesse.

L'endomètre utérin (c'est-à-dire la muqueuse qui tapisse l'intérieur de la cavité utérine) est sensible aux hormones ovariennes. Ainsi, la première partie du cycle menstruel est consacrée à l'épaississement de la muqueuse utérine en vue d'une grossesse. S'il y a fécondation, la cellule-œuf va migrer depuis les trompes de Fallope et effectuer sa nidation dans les couches superficielles de l'endomètre afin d'entamer son développement embryonnaire. Pour s'implanter, dans les jours qui suivent sa fixation, le blastomère va produire des enzymes qui vont modifier les cellules de l'endomètre et lui permettre de pénétrer en profondeur dans la muqueuse.

### Utérus gravide
Lors de la grossesse, l'utérus va augmenter de taille et de poids. Celui ci est suivi cliniquement par la mesure de la hauteur utérine.

## Imagerie de l'utérus
- Échographie : L'examen de base de l'exploration de l'utérus. Permet le diagnostic des myomes, de l'endométriose, de l'adénomyose ainsi que d'éventuelle néoplasie. Les pathologies de l'endomètre sont aussi dépistée par l'échographie, surtout lorsqu'elle est pratiquée par voie endovaginale (en mettant une sonde spéciale directement dans le vagin). Indolore et non irradiante, elle est particulièrement utile pendant la grossesse, pour surveiller la croissance, la morphologie, la présentation du fœtus.
- IRM : Moins disponible que l'échographie, l'IRM donne des images de grande qualité, utiles pour une forme particulière d’endométriose, l'adénomyose ou endométriose interne, et pour faire le bilan d'extension des cancers gynécologiques.
- Hystérosalpingographie : examen peu irradiant, parfois douloureux selon les femmes, permettant d'étudier la cavité utérine. L'hystérographie est surtout utile pour explorer la perméabilité des trompes utérines.
- Scanner : peu irradiant, indolore. Il est peu indiqué pour les pathologies pelviennes car il manque de sensibilité.
- Hystéroscopie diagnostique : consiste à introduire une fibre optique par le col de l'utérus et permet de voir directement la cavité utérine et l'endomètre pour le diagnostic de polype, certain myome, cancer de l'endomètre, de synéchies, d'hyperplasie, voire d'adénomyose. Examen peu douloureux, fiable, qui s'effectue au cabinet de consultation du gynécologue, sans préparation particulière ou sous anesthésie générale. Examen considéré en comme l'examen le plus performant pour le diagnostic de la pathologie endocavitaire. Il existe deux types d'appareils : les souples (fibroscopes) et les rigides. Pour distendre la cavité utérine, il convient d'utiliser du sérum physiologique, soit historiquement du CO2.

## Maladies de l'utérus en pathologie humaine
- Infections : cervicite (infection du col), endométrite (en post partum, à la suite d'une infection sexuellement transmissible ou à la suite d'un geste chirurgical)
- Adénomyose :  développement anormal de l'endomètre à l’intérieur des couches profonde de l'utérus. Souvent associé à la maladie endométriosique.Elle se caractérise par la présence, à l'intérieur de la cavité utérine, de tissu semblable à celui de la muqueuse de l'utérus (appelée endomètre). Elle évolue de la puberté à la ménopause.
- Endométriose : Elle se caractérise par la présence, hors de la cavité utérine, de tissu semblable à celui de la muqueuse de l'utérus (appelée endomètre). Elle évolue de la puberté à la ménopause.
- Hyperplasie endométriale
- Tumeurs de l'utérus
  - cancer du col utérin
  - cancer de l'endomètre
  - Tumeurs musculaires lisses utérines
    - léiomyome utérin (ou fibrome utérin)
    - léiomyosarcome utérin

## Traitement spécifique

### Greffe d'utérus
La première tentative de greffe réussie a eu lieu en 1931 en Allemagne mais la patiente, Lili Elbe, est morte de complications trois mois plus tard. Plusieurs tentatives ont eu lieu depuis, en Arabie saoudite, en Turquie et en Suède mais sans que cela mène à des grossesses réussies.
Le 3 octobre 2014 est annoncée la première naissance d'un  enfant dont la mère a subi une greffe d'utérus ayant abouti (en Suède). La donneuse étant vivante et ménopausée, l'expérience a mis en avant de nombreuses découvertes.
La première transplantation d'utérus, avec donneuse décédée, ayant conduit à une grossesse menée à terme, a été publiée par une équipe brésilienne en 2018.
En France, la première greffe a eu lieu en 2019.